# Casa Beldiman-Penescu
Casa Beldiman-Penescu este o clădire monument istoric care a fost construită la începutul secolului al XIX-lea, a suferit dese reparații și modificări de-a lungul timpului. A rămas în istorie fiind reședința puternicii familii boierești Beldiman, dar a marcat și istoria presei românești, prin apariția primelor numere din ziarul Adevărul. În anul 1899, casa din Păcurari era în proprietatea familiei Micu, iar pe la 1925 a avocatului Leatris, care a dărâmat vechiul zid înconjurător. A locuit-o mai apoi și primarul Constantin B. Pennescu.